# Verenigde Revolutionaire Volksbeweging
De Verenigde Revolutionaire Volksbeweging (Turks: Halkların Birleşik Devrim Hareketi, HBDH) is een alliantie van tien revolutionaire socialistische en communistische organisaties in Turkije en Koerdistan. De alliantie op 12 maart 2016 opgericht, met het doel de overheid van Recep Tayyip Erdoğan af te zetten.
De alliantie roept op tot de destructie van de AKP en haar publieke steun. Volgens de alliantie is de toekomst van de progessieven, revolutionairen en arbeidersklasse direct gelinkt aan de toekomst van het Koerdische verzet.
De organisaties in de HBDH zijn:
- Communistische Arbeidspartij van Turkije/Leninist
- Communistische Partij van Turkije/Marxist-Leninist
- Devrimci Karargâh
- Koerdische Arbeiderspartij
- Maoïstische Communistische Partij van Turkije
- Marxistisch-Leninistische Gewapende Propaganda-unie
- Marxistisch-Leninistische Communistische Partij van Noord-Koerdistan
- Revolutionaire Communardpartij
- Revolutionaire Communistische Bond van Turkije
- Coördinatie van Revolutionaire Proletariërs